# Paragnetina ochrocephala
Paragnetina ochrocephala är en bäcksländeart som beskrevs av František Klapálek 1921. Paragnetina ochrocephala ingår i släktet Paragnetina och familjen jättebäcksländor. Inga underarter finns listade i Catalogue of Life.